# Olympische Sommerspiele 2008/Teilnehmer (China)
| Gelbes Symbol für Goldmedaillen mit stilisierten Olympischen Ringen | Graues Symbol für Silbermedaillen mit stilisierten Olympischen Ringen | Braundes Symbol für Bronzemedaillen mit stilisierten Olympischen Ringen |
| ------------------------------------------------------------------- | --------------------------------------------------------------------- | ----------------------------------------------------------------------- |
| 48                                                                  | 22                                                                    | 30                                                                      |

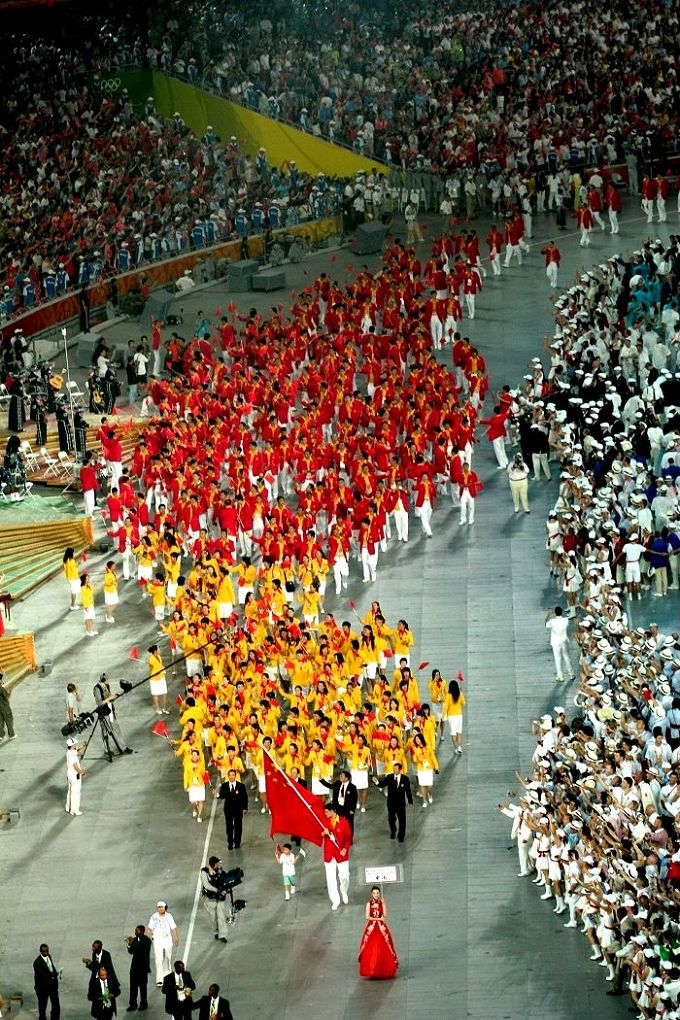
Chinesische Olympiamannschaft bei der Eröffnungsfeier der Spiele

Bei den Olympischen Sommerspielen 2008 in Peking nahmen 639 Sportler aus der Volksrepublik China teil. Damit stellte die Gastgebernation die größte Mannschaft dieser Olympischen Sopiele. Sie nahmen an Wettbewerben in allen 28 olympischen Sportarten teil. Neben den Sportlern gehörten noch 460 Funktionäre zur Mannschaft. Der Chef de Mission war Liu Peng. Es war die siebte Olympiateilnahme Chinas.
Von den 639 Athleten hatten 165 bereits an den Olympischen Spielen 2004 in Athen und 37 an den Olympischen Spielen 2000 in Sydney teilgenommen. Für 469 Athleten war diese Teilnahme das Debüt. Die Wasserspringerin Guo Jingjing, der Schütze Tan Zongliang und der Basketballer Li Nan nahmen das vierte Mal an Olympischen Spielen teil. Fahnenträger bei der Eröffnungsfeier war der Basketballer Yao Ming.

## Teilnehmer nach Sportarten

### Badminton
- Bao Chunlai
Herren, Einzel
- Cai Yun
Herren, Doppel (Silber )
- Chen Jin
Herren, Einzel (Bronze )
- Du Jing
Damen, Doppel (Gold )
- Fu Haifeng
Herren, Doppel (Silber )
- Gao Ling
Damen, Mixed
- Guo Zhendong
Herren, Doppel
- He Hanbin
Mixed (Bronze )
- Lin Dan
Herren, Einzel (Gold )
- Lu Lan
Damen, Einzel
- Wei Yili (Bronze )
Damen, Doppel
- Xie Xingfang
Damen, Einzel (Silber )
- Xie Zhongbo
Herren, Doppel
- Yang Wei
Damen, Doppel
- Yu Yang
Damen, Doppel (Gold ) und Mixed (Bronze )
- Zhang Jiewen
Damen, Doppel
- Zhang Ning
Damen, Einzel (Gold )
- Zhang Yawen (Bronze )
Damen, Doppel
- Zheng Bo
Herren, Mixed

### Baseball
- Chinesische Baseballnationalmannschaft
Bu Tao
Chen Kun
Chen Junyi
Feng Fei
Guo Youhua
Hou Fenglian
Jia Delong
Jia Yubing
Li Chenhao
Li Lei
Li Weiliang
Liu Kai
Lu Jiangang
Sun Guoqiang
Sun Lingfeng
Sun Wei
Wang Chao
Wang Nan
Wang Wei
Yang Yang
Xu Zheng
Zhang Hongbo
Zhang Li
Zhang Yufeng

### Basketball
- Chinesische Basketballnationalmannschaft der Männer
Chen Jianghua
Du Feng
Li Nan
Liu Wei
Sun Yue
Wang Lei
Wang Shipeng
Wang Zhizhi
Yao Ming
Yi Jianlian
Zhang Qingpeng
Zhu Fangyu

- Chinesische Basketballnationalmannschaft der Frauen
Bian Lan
Chen Nan
Chen Xiaoli
Liu Dan
Miao Lijie
Shao Tingting
Sui Feifei
Song Xiaoyun
Zhang Han Lan
Zhang Wei
Zhang Yu
Zhang Xiaoni

### Bogenschießen
- Chen Ling (Silber )
Damen, Einzel und Mannschaft
- Guo Dan (Silber )
Damen, Einzel und Mannschaft
- Zhang Juanjuan (Gold , Silber )
Damen, Einzel und Mannschaft
- Jiang Lin (Bronze )
Herren, Einzel und Mannschaft
- Li Wenquan (Bronze )
Herren, Einzel und Mannschaft
- Xue Haifeng (Bronze )
Herren, Einzel und Mannschaft

### Boxen
- Zou Shiming (Gold )
Halbfliegen
- Gu Yu
Bantam
- Li Yang
Feder
- Hu Qing
Leicht
- Maimaitituersun Qiong
Halbwelter
- Qanat Ïsläm (Bronze )
Welter
- Wang Jianzheng
Mittel
- Zhang Xiaoping (Gold )
Halbschwer
- Yushan Nijiati
Schwer
- Zhang Zhilei
Superschwer (Silber )

### Fechten
- Bao Yingying
Damen, Säbel (Silber )
- Dong Guotao
Herren, Degen
- Huang Haiyang
Damen, Säbel (Silber )
- Huang Jialing
Damen, Florett
- Huang Yaojiang
Herren, Säbel
- Lei Sheng
Herren, Florett
- Li Guojie
Herren, Degen
- Li Na
Damen, Degen
- Ni Hong
Damen, Säbel (Silber )
- Su Wanwen
Damen, Florett
- Sun Chao
Damen, Florett
- Tan Xue
Damen, Säbel (Silber )
- Wang Jingzhi
Herren, Säbel
- Wang Lei
Herren, Degen
- Yin Lianchi
Herren, Degen
- Zhang Lei
Damen, Florett
- Zhong Man
Herren, Säbel (Gold )
- Zhong Weiping
Damen, Degen
- Zhou Hanming
Herren, Säbel
- Zhu Jun
Herren, Florett

### Fußball
| Männer - Tor 1 Qiu Shengjiong 18 Liu Zhenli - Abwehr 2 Tan Wangsong 3 Feng Xiaoting 4 Yuan Weiwei 5 Li Weifeng 14 Wan Houliang 16 Zhao Xuri - Mittelfeld 6 Zhou Haibin 7 Hao Junmin 8 Zheng Zhi 12 Cui Peng 13 Shen Longyuan - Sturm 9 Gao Lin 10 Han Peng 11 Chen Tao 15 Jiang Ning 17 Dong Fangzhuo 22 Zhu Ting - Trainer Radomir Dujković | Frauen - Tor 1 Zhang Yanru 18 Han Wenxia - Abwehr 2 Yuan Fan 3 Li Jie 4 Zhang Ying 5 Weng Xinzhi 11 Pu Wei 13 Jiang Shuai 14 Liu Huana 15 Zhou Gaoping - Mittelfeld 6 Zhang Na 7 Bi Yan 12 Lou Jiahui 16 Wang Dandan 17 Gu Yasha - Sturm 8 Xu Yuan 9 Han Duan 10 Liu Sa - Trainer Shang Ruihua |

### Gewichtheben
- Chen Xiexia
Damen, 48 kg; 2016 nachträglich wegen Dopings disqualifiziert. Sie verlor damit ihre Goldmedaille.[1]
- Chen Yanqing
Damen, 58 kg (Gold )
- Li Hongli
Herren, 77 kg (Silber )
- Liao Hui
Herren, 69 kg (Gold )
- Liu Chunhong
Damen, 69 kg; 2016 nachträglich wegen Dopings disqualifiziert. Sie verlor damit ihre Goldmedaille.[2]
- Cao Lei
Damen, 75 kg; 2016 nachträglich wegen Dopings disqualifiziert. Sie verlor damit ihre Goldmedaille.[3]
- Long Qingquan
Herren, 56 kg (Gold )
- Lu Yong
Herren, 85 kg (Gold )
- Shi Zhiyong
Herren, 69 kg
- Zhang Xiangxiang
Herren, 62 kg (Gold )

### Handball
- Chinesische Männer-Handballnationalmannschaft
Cui Liang
Cui Lei
Hao Kexin
Li Hexin
Miao Qing
Tian Jianxia
Wang Long
Wang Xiaolong
Yan Liang
Ye Qiang
Zhang Ji
Zhang Xing
Zhou Xiaojian
Zhu Jie
Zhu Wenxin

- Chinesische Frauen-Handballnationalmannschaft
Huang Dongjie
Huang Hong
Li Bing
Li Weiwei
Liu Guini
Liu Xiaomei
Liu Yun
Sun Laimiao
Wang Min
Wang Shasha
Wei Qiuxiang
Wu Wenjuan
Wu Ya'nan
Yan Meizhu
Zhang Geng

### Hockey

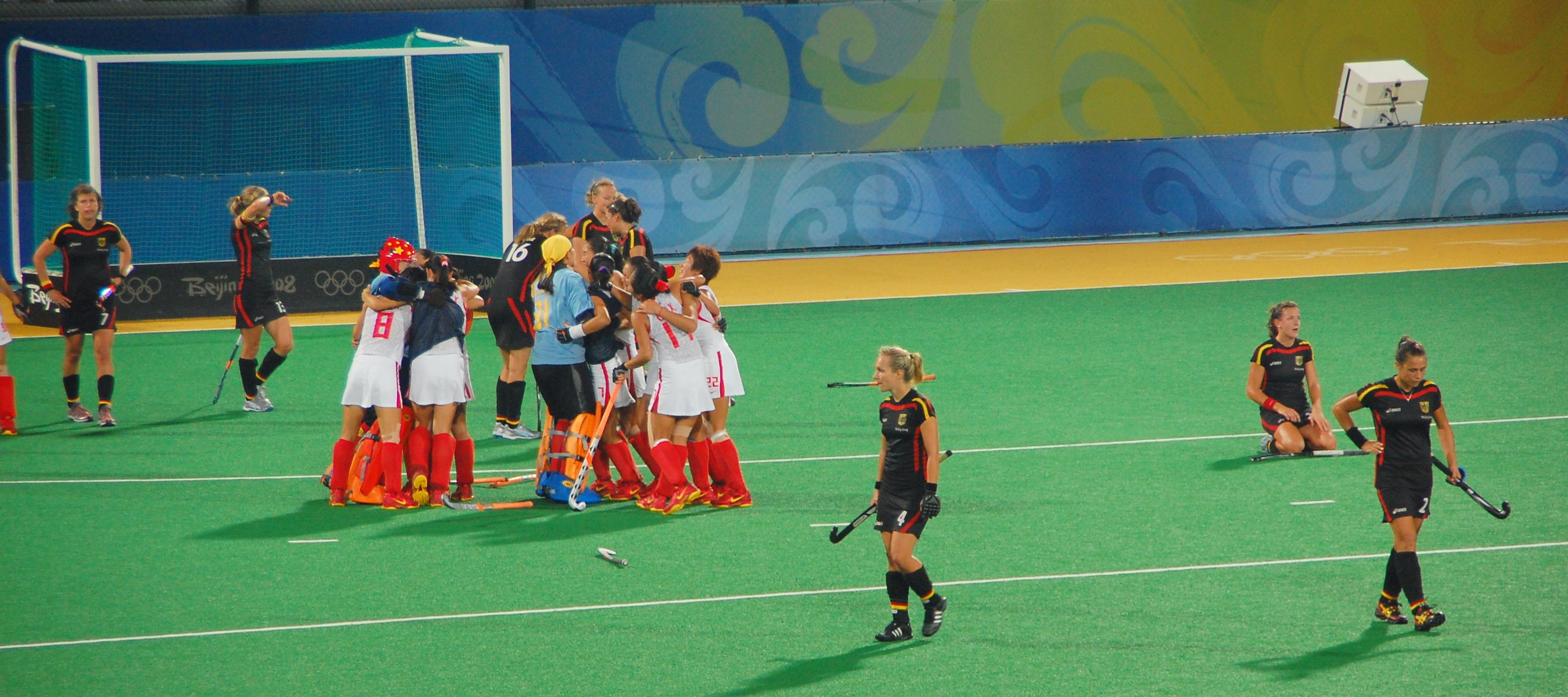
Die chinesische Hockeynationalmannschaft der Damen nach dem Sieg im Halbfinale über Deutschland

- Chinesische Hockeynationalmannschaft der Herren
Ao Changrong
De Yunze
Hu Huiren
Hu Liang
Jiang Xishang
Li Wei
Liu Xiantang
Lu Fenghui
Luo Fangming
Meng Jun
Meng Lizhi
Meng Xuguang
Na Yubo
Song Yi
Su Rifeng
Sun Tianjun
Tao Zhinan
Yu Yang

- Chinesische Hockeynationalmannschaft der Damen (Silber )
Chen Qiuqi
Chen Zhaoxia
Cheng Hui
Fu Baorong
Gao Lihua
Huang Junxia
Li Aili
Li Hongxia
Li Shuang
Ma Yibo
Pan Fengzhen
Ren Ye
Song Qingling
Sun Zhen
Tang Chunling
Zhang Yimeng
Zhao Yudiao
Zhou Wanfeng

### Judo
- Guo Lei
Herren, Halbmittelgewicht
- He Yanzhu
Herren, Mittelgewicht
- Liu Renwang
Herren, Superleichtgewicht
- Pan Song
Herren, Schwergewicht
- Shao Ning
Herren, Halbschwergewicht
- Si Rijigawa
Herren, Leichtgewicht
- Tong Wen
Damen, Schwergewicht (Gold )
- Wang Juan
Damen, Mittelgewicht
- Wu Ritubilige
Herren, Halbleichtgewicht
- Wu Shugen
Damen, Superleichtgewicht
- Xian Dongmei
Damen, Halbleichtgewicht (Gold )
- Xu Yan
Damen, Leichtgewicht (Bronze )
- Xu Yuhua
Damen, Halbmittelgewicht
- Yang Xiuli
Damen, Halbschwergewicht (Gold )

### Kanu
- Chen Zhongyun
Herren, C2 1000 Meter
- Ding Fuxue
Herren, K1 Slalom
- Feng Liming
Herren, C1 Slalom
- Hu Minghai
Herren, C2 Slalom
- Huang Zhipeng
Herren, K2 500 und 1000 Meter
- Li Jingjing
Damen, K1 Slalom
- Li Qiang
Herren, C1 500 Meter
- Li Zhen
Herren, K4 1000 Meter
- Liang Peixing
Damen, K4 500 Meter
- Lin Miao
Herren, K4 1000 Meter
- Liu Haitao
Herren, K4 1000 Meter
- Meng Guanliang (Gold )
Herren, C2 500 Meter
- Pan Yao
Herren, K1 500 und 1000 Meter
- Shen Jie
Herren, K2 500 und 1000 Meter
- Shu Junrong
Herren, C2 Slalom
- Wang Feng
Damen, K2 500 Meter
- Xu Linbei
Damen, K2 500 Meter
- Xu Yaping
Damen, K4 500 Meter
- Yang Wenjun (Gold )
Herren, C2 500 Meter
- Yu Lamei
Damen, K4 500 Meter
- Zhang Zhiwu
Herren, C2 1000 Meter
- Zhong Hongyan
Damen, K1 500 Meter und K4 500 Meter
- Zhou Peng
Herren, K4 1000 Meter

### Leichtathletik
- Bai Xue
Damen, 10.000-Meter-Lauf
- Chang Chunfeng
Damen, Speerwurf
- Chen Jingwen
Damen, 400-Meter-Staffel
- Chen Jue
Damen, 100-Meter-Staffel
- Chen Qi
Herren, Speerwurf
- Chen Rong
Damen, Marathon
- Deng Haiyang
Herren, Marathon
- Dong Jimin
Herren, 20 Kilometer Gehen
- Dong Xiaoqin
Damen, 10.000-Meter-Lauf
- Gao Shuying
Damen, Stabhochsprung
- Gong Lijiao
Damen, Kugelstoßen (Bronze )
- Gu Junjie
Herren, Dreisprung
- Han Ling
Damen, 100-Meter-Staffel
- Han Yucheng
Herren, 20 Kilometer Gehen
- He Pan
Damen, 5000-Meter-Lauf
- Hu Kai
Herren, 100-Meter-Lauf und 100-Meter-Staffel
- Huang Haiqiang
Herren, Hochsprung
- Ji Wei
Herren, 110 Meter Hürden
- Jiang Lan
Damen, 100-Meter-Staffel
- Jiang Qiuyan
Damen, 20 Kilometer Gehen
- Jin Yuan
Damen, 3000-Meter-Hindernislauf
- Li Jianbo
Herren, 50 Kilometer Gehen
- Li Ling
Damen, Stabhochsprung
- Li Ling
Damen, Kugelstoßen
- Li Meiju
Damen, Kugelstoßen
- Li Runrun
Herren, Weitsprung
- Li Xiangyu
Herren, 800-Meter-Lauf
- Li Yanfeng
Damen, Diskuswurf
- Li Yanxi
Herren, Dreisprung
- Li Zhenzhu
Damen, 3000-Meter-Hindernislauf
- Li Zhuhong
Herren, Marathon
- Liang Jiahong
Herren, 100-Meter-Staffel
- Liu Feiliang
Herren, Stabhochsprung
- Liu Haili
Damen, Siebenkampf
- Liu Hong
Damen, 20 Kilometer Gehen
- Liu Qing
Damen, 1500-Meter-Lauf
- Liu Xiang
Herren, 110 Meter Hürden
- Liu Xiaosheng
Herren, 400-Meter-Lauf
- Lu Bin
Herren, 100-Meter-Staffel
- Ma Xuejun
Damen, Diskuswurf
- Meng Yan
Herren, 400 Meter Hürden
- Qi Haifeng
Herren, Zehnkampf
- Ren Longyun
Herren, Marathon
- Shi Dongpeng
Herren, 110 Meter Hürden
- Shi Na
Damen, 20 Kilometer Gehen
- Si Tianfeng
Herren, 50 Kilometer Gehen
- Song Aimin
Damen, Diskuswurf (Bronze )
- Song Dan
Damen, Speerwurf
- Sun Taifeng
Damen, Diskuswurf
- Tang Xiaoyin
Damen, 400-Meter-Staffel
- Tao Yujia
Damen, 100-Meter-Staffel
- Wang Hao
Herren, 20 Kilometer Gehen
- Wang Jing
Damen, 100-Meter-Lauf und 100-Meter-Staffel
- Wang Jinping
Damen, 400-Meter-Staffel
- Wang Zheng
Damen, Hammerwurf
- Wen Yongyi
Herren, 100-Meter-Staffel
- Xie Limei
Damen, Dreisprung
- Xue Fei
Damen, 5000-Meter-Lauf
- Yang Mingxia
Damen, 20 Kilometer Gehen
- Yu Chaohong
Herren, 50 Kilometer Gehen
- Zhang Li
Damen, Speerweurf
- Zhang Peimeng
Herren, 200-Meter-Lauf
- Zhang Shujing
Damen, Marathon
- Zhang Wenxiu
Damen, Hammerwurf (Silber )
- Zhang Yingying
Damen, 5000-Meter-Lauf und 10.000-Meter-Lauf
- Zhao Chengliang
Herren, 50 Kilometer Gehen
- Zhao Yanni
Damen, 3000-Meter-Hindernislauf
- Zheng Xingjuan
Damen, Hochsprung
- Zhong Minwei
Herren, Dreisprung
- Zhou Can
Herren, Weitsprung
- Zhou Chunxiu
Damen, Marathon (Bronze )
- Zhou Yang
Damen, Stabhochsprung
- Zhu Yanmei
Damen, 3000-Meter-Hindernislauf
- Zhu Xiaolin
Damen, Marathon

### Moderner Fünfkampf
- Cao Zhongrong
Herren
- Chen Qian
Damen
- Qian Zhenhua
Herren
- Xiu Xiu
Damen

### Radsport
Bahnradfahren:
- Feng Yong
Herren, Keirin
- Guo Shuang
Damen, Sprint (Bronze )
- Li Wenhao
Herren, Teamsprint
- Li Yan
Damen, Punktefahren
- Zhang Lei
Herren, Sprint

Straßenradsport:
- Gao Min
Damen, Straßenrennen
- Meng Lang
Damen, Straßenrennen
- Zhang Liang
Herren, Straßenrennen

BMX und Mountainbike:
- Ji Jianhua
Herren, Mountainbike
- Liu Ying
Damen, Mountainbike
- Ma Liyun
Damen, BMX
- Ren Chengyuan
Damen, Mountainbike

### Reiten
- Alex Hua Tian
Vielseitigkeit
- Huang Zuping
Springen
- Li Zhenqiang
Springen
- Liu Lina
Dressur
- Zhang Bin
Springen
- Zhao Zhiwen
Springen

### Rhythmische Sportgymnastik
- Cai Tongtong (Silber )
Mannschaft
- Chou Tao (Silber )
Mannschaft
- Li Hongyang (Silber )
Mannschaft
- Lu Yuanyang (Silber )
Mannschaft
- Sui Jianshuang (Silber )
Mannschaft
- Sun Dan (Silber )
Mannschaft
- Xiao Yiming
Einzel
- Zhang Shuo (Silber )
Mannschaft

### Ringen
- Chang Yongxiang
Herren, griechisch-römisch 74 kg (Silber )
- Jiang Huachen
Herren, griechisch-römisch 96 kg
- Jiao Huafeng
Herren, griechisch-römisch 55 kg
- Li Xiaomei
Damen, Freistil 48 kg
- Li Yanyan
Herren, griechisch-römisch 66 kg
- Liang Lei
Herren, Freistil 120 kg
- Liu Deli
Herren, griechisch-römisch 120 kg
- Ma Sanyi
Herren, griechisch-römisch 84 kg
- Qin He
Herren, Freistil 60 kg
- Sheng Jiang
Herren, griechisch-römisch 60 kg (Bronze )
- Si Riguleng
Herren, Freistil 74 kg
- Wang Jiao
Damen, Freistil 72 kg (Gold )
- Wang Qiang
Herren, Freistil 66 kg
- Wang Ying
Herren, Freistil 84 kg
- Xu Haiyan
Damen, Freistil 63 kg
- Xu Li
Damen, Freistil 55 kg (Silber )

### Rudern
- Chen Haixia
Damen, Leichtgewichtsdoppelzweier
- Feng Guixin
Damen, Doppelvierer (Gold )
- Gao Yulan
Damen, Zweier ohne Steuerfrau (Silber )
- Guo Kang
Herren, Vierer
- Huang Zhongming
Herren, Leichtgewichtsvierer
- Jin Ziwei
Damen, Doppelvierer (Gold )
- Li Qin
Damen, Doppelzweier
- Song Kai
Herren, Vierer
- Su Hui
Herren, Doppelzweier
- Sun Jie
Herren, Leichtgewichtsdoppelzweier
- Tang Bin
Damen, Doppelvierer (Gold )
- Tian Jun
Herren, Leichtgewichtsvierer
- Tian Liang
Damen, Doppelzweier
- Wu Chongkui
Herren Leichtgewichtsvierer
- Xi Aihua
Damen, Doppelvierer (Gold )
- Xu Dongxiang
Damen, Leichtgewichtsdoppelzweier
- Zhang Guolin
Herren, Leichtgewichtsdoppelzweier
- Zhang Liang
Herren, Einer und Doppelzweier
- Zhang Lin
Herren, Leichtgewichtsvierer
- Zhang Xingbo
Herren, Vierer
- Zhang Xiuyun
Damen, Einer
- Wu You
Damen, Zweier ohne Steuerfrau (Silber )
- Zhao Linquan
Herren, Vierer

### Schießen
- Cao Yifei
Herren, Luftgewehr
- Chen Ying
Damen, Sportpistole (Gold )
- Du Li
Damen, Kleinkaliber Dreistellungskampf (Gold ) und Luftgewehr
- Fei Fengji
Damen, Sportpistole
- Guo Wenjun
Damen, Luftpistole (Gold )
- Hu Binyuan
Herren, Doppeltrap (Bronze )
- Jia Zhanbo
Herren, Kleinkaliber Dreistellungskampf und Kleinkaliber liegend
- Jin Di
Herren, Skeet
- Li Yajun
Herren, Trap
- Li Yang
Herren, Trap
- Lin Zhongzai
Herren, Freie Pistole
- Liu Yingzi
Damen, Trap
- Liu Zhongsheng
Herren, Schnellfeuerpistole
- Pang Wei
Herren, Luftpistole (Gold )
- Qiu Jian
Herren, Kleinkaliber Dreistellungskampf (Gold ) und Kleinkaliber liegend
- Qu Ridong
Herren, Skeet
- Ren Jie
Damen, Luftpistole
- Tan Zongliang
Herren, Freie Pistole und Luftpistole (Silber )
- Wang Nan
Herren, Doppeltrap
- Wei Ning
Damen, Skeet
- Wu Liuxi
Damen, Kleinkaliber Dreistellungskampf
- Zhang Penghui
Herren, Schnellfeuerpistole
- Zhao Yinghui
Damen, Luftgewehr
- Zhu Qinan
Herren, Luftgewehr (Silber )

### Schwimmen
- Cai Li
Herren, 50 Meter Freistil
- Chen Huijia
Damen, 100 Meter Brust
- Chen Yanyan
Damen, 100 Meter Rücken
- Chen Yin
Herren, 200 Meter Schmetterling
- Chen Zuo
Herren, 100 Meter Freistil
- Deng Jian
Herren, 200 Meter Rücken
- Fang Yanqiao
Damen, 10 Kilometer Freistil
- Gao Chang
Damen, 100 Meter Rücken
- Ha Sinan
Damen, 100 und 200 Meter Schmetterling und 200 Meter Lagen
- Hong Wenwen
Damen, 100 Meter Schmetterling
- Huang Shaohua
Herren, 100 Meter Freistil
- Jiao Liuyang
Damen, 200 Meter Schmetterling (Silber )
- Lai Zhongjian
Herren, 200 Meter Brust
- Li Mo
Damen, 800 Meter Freistil
- Li Jiaxing
Damen, 200 Meter Lagen
- Li Xuanxu
Damen, Lagenstaffel
- Li Zhesi
Damen, 50 Meter Freistil
- Liu Jing
Damen, 400 Meter Lagen
- Liu Zige
Damen, 200 Meter Schmetterling (Gold )
- Lu Zhiwu
Herren, 50 Meter Freistil
- Luo Nan
Damen, 200 Meter Brust und Lagenstaffel
- Pang Jiaying
Damen, 200 (Bronze ) und 400 Meter Freistil, 200-Meter-Freistilstaffel (Silber ) und Lagenstaffel (Bronze )
- Qi Hui
Damen, 200 Meter Lagen
- Qu Jingyu
Herren, 200 Meter Lagen
- Shi Feng
Herren, 100 Meter Schmetterling
- Shi Haoran
Herren, 100-Meter-Freistilstaffel
- Sun Xiaolei
Herren, 100 Meter Rücken
- Sun Yang
Herren, 400 Meter Freistil
- Sun Ye
Damen, 100 Meter Brust und Lagenstaffel (Bronze )
- Tan Miao
Damen, 400 Meter Freistil und 200-Meter-Freistilstaffel (Silber )
- Tang Jingzhi
Damen, 200-Meter-Freistilstaffel
- Tang Yi
Damen, 200-Meter-Freistilstaffel
- Wang Dan
Damen, 100-Meter-Freistilstaffel
- Wang Qun
Damen, 100 Meter Brust
- Wang Randi
Damen, 100 Meter Brust
- Wu Peng
Herren, 100 und 200 Meter Schmetterling
- Xin Tong
Herren, 10 Kilometer Freistil
- Xu Tianlongzi
Damen, Lagenstaffel (Bronze )
- Xu Yanwei
Damen, 100 Meter Freistil, 100- und 200-Meter-Freistilstaffel (Silber ) und 100 Meter Schmetterling
- Xue Ruipeng
Herren, 100 Meter Brust
- Yang Yu
Damen, 200-Meter-Freistilstaffel (Silber ) und 400 Meter Lagen
- You Meihong
Damen, 800 Meter Freistil
- Yu Rui
Damen, 200-Meter-Freistilstaffel
- Zhang Enjian
Herren, 200 Meter Freistil
- Zhang Lin
Herren, 400 Meter Freistil (Silber ) und 1500 Meter Freistil
- Zhao Jing
Damen, 200 Meter Rücken und Lagenstaffel (Bronze )
- Zhou Yafei
Damen, 100 Meter Schmetterling und Lagenstaffel (Bronze )
- Zhu Qianwei
Damen, 200 und 400 Meter Freistil und 200-Meter-Freistilstaffel (Silber )
- Zhu Wenrui
Damen, 200-Meter-Freistilstaffel
- Zhu Yingwen
Damen, 50 und 100 Meter Freistil

#### Synchronschwimmen
- Gu Beibei (Bronze )
- Huang Xuechen (Bronze )
- Jiang Tingting (Bronze )
- Jiang Wenwen (Bronze )
- Liu Ou (Bronze )
- Luo Xi (Bronze )
- Sun Qiuting (Bronze )
- Wang Na (Bronze )
- Zhang Xiaohuan (Bronze )

### Segeln
- Chen Xiuke
Offene Klasse, Tornado
- Deng Daokun
Herren, 470er Jolle
- Hu Xianqiang
Offene Klasse, 49er Jolle
- Li Fei
Offene Klasse, 49er Jolle
- Li Hongquan
Herren, Kielboot
- Li Xiaoni
Damen, Kielboot
- Luo Youjia
Offene Klasse, Tornado
- Shen Sheng
Herren, Laser
- Song Xiaoqun
Damen, Kielboot
- Wang Aichen
Herren, Windsurfen
- Wang He
Herren, Kielboot
- Wang Weidong
Herren, 470er Jolle
- Wen Yimei
Damen, 470er Jolle
- Xu Lijia
Damen, Laser (Bronze )
- Yin Jian
Damen, Windsurfen (Gold )
- Yu Chunyan
Damen, 470er Jolle
- Yu Yanli
Damen, Kielboot
- Zhang Peng
Offene Klasse, Finn

### Softball
- Chinesische Softballnationalmannschaft
Guo Jia
Lei Donghui
Li Chunxia
Li Qi
Lu Wei
Pan Xia
Sun Li
Tan Ying
Wu Di
Xin Minhong
Yu Huili
Yu Yanhong
Zhang Ai
Zhang Lifang
Zhou Yi

### Taekwondo
- Chen Zhong
Damen, Klasse über 67 kg
- Liu Xiaobo
Herren, Klasse über 80 kg
- Wu Jingyu
Damen, Klasse unter 49 kg (Gold )
- Zhu Guo (Bronze )
Herren, Klasse unter 80 kg

### Tennis
- Li Na
Damen, Einzel
- Peng Shuai
Damen, Einzel und Doppel
- Sun Peng
Herren, Einzel
- Sun Tiantian
Damen, Doppel
- Yan Zi
Damen, Einzel und Doppel (Bronze )
- Yu Xinyuan
Herren, Doppel
- Zeng Shaoxuan
Herren, Doppel
- Zheng Jie
Damen, Einzel und Doppel (Bronze )

### Tischtennis
- Chen Qi
Herren, Reserve
- Guo Yue
Damen-Mannschaft (Gold ) und Einzel (Bronze )
- Li Xiaoxia
Damen, Reserve
- Ma Lin
Herren-Mannschaft (Gold ) und Einzel (Gold )
- Wang Hao
Herren-Mannschaft (Gold ) und Einzel (Silber )
- Wang Liqin
Herren-Mannschaft (Gold ) und Einzel (Bronze )
- Wang Nan
Damen-Mannschaft (Gold ) und Einzel (Silber )
- Zhang Yining
Damen-Mannschaft (Gold ) und Einzel (Gold )

### Triathlon
- Wang Daqing
Herren
- Xing Lin
Damen
- Zhang Yi
Damen

### Turnen
- Cheng Fei
Damen, Schwebebalken (Bronze ), Boden, Sprung (Bronze ) und Mannschaft (Gold )
- Chen Yibing
Herren, Ringe (Gold ) und Mannschaft (Gold )
- Deng Linlin
Damen, Mannschaft (Gold )
- Dong Dong
Herren, Trampolin (Bronze )
- He Kexin
Damen, Stufenbarren (Gold ) und Mannschaft (Gold )
- He Wenna
Damen, Trampolin (Gold )
- Huang Shanshan
Damen, Trampolin
- Huang Xu
Herren, Barren und Mannschaft (Gold )
- Jiang Yuyuan
Damen, Mehrkampf, Boden und Mannschaft (Gold )
- Li Shanshan
Damen, Schwebebalken und Mannschaft (Gold )
- Li Xiaopeng
Herren, Barren (Gold ) und Mannschaft (Gold )
- Lu Chunlong
Herren, Trampolin (Gold )
- Xiao Qin
Herren, Pauschenpferd (Gold ) und Mannschaft (Gold )
- Yang Wei
Herren, Mehrkampf (Gold ), Pauschenpferd, Ringe (Silber ) und Mannschaft (Gold )
- Yang Yilin
Damen, Mehrkampf (Bronze ), Stufenbarren und Mannschaft (Gold )
- Zou Kai
Herren, Boden (Gold ), Reck (Gold ) und Mannschaft (Gold )

### Volleyball

#### Beachvolleyball
- Tian Jia (Silber )
Wang Jie (Silber )
Wu Penggen
Xu Linyin
Xue Chen (Bronze )
Zhang Xi (Bronze )

#### Hallenvolleyball
- Chinesische Volleyballnationalmannschaft der Männer
Bian Hongmin
Cui Jianjun
Fang Yingchao
Guo Peng
Jiang Fudong
Jiao Shuai
Ren Qi
Shen Qiong
Shi Hairong
Sui Shengsheng
Yu Dawei
Yuan Zhi

- Chinesische Volleyballnationalmannschaft der Frauen (Bronze )
Feng Kun
Li Juan
Liu Ya'nan
Ma Yunwen
Wang Yimei
Wei Qiuyue
Xu Yunli
Xue Ming
Yang Hao
Zhang Na
Zhao Ruirui
Zhou Suhong

### Wasserball
- Chinesische Wasserballnationalmannschaft der Männer
Ge Weiqing
Han Zhidong
Li Bin
Li Jun
Liang Zhongxing
Ma Jianjun
Tan Feihu
Wang Beiming
Wang Yang
Wang Yong
Wu Zhiyu
Xie Junmin
Yu Lijun

- Chinesische Wasserballnationalmannschaft der Frauen
Gao Ao
He Jin
Liu Ping
Ma Huanhuan
Qiao Leiying
Sun Huizi
Sun Yating
Sun Yujun
Tan Ying
Teng Fei
Wang Yi
Wang Ying
Yang Jun

### Wasserspringen
- Chen Ruolin
Damen, 10 Meter Synchron (Gold ) und Einzel (Gold )
- Guo Jingjing
Damen, 3 Meter Synchron (Gold ) und Einzel (Gold )
- He Chong
Herren, 3 Meter Einzel (Gold )
- Huo Liang
Herren, 10 Meter Synchron (Gold ) und Einzel
- Lin Yue
Herren, 10 Meter Synchron (Gold )
- Qin Kai
Herren, 3 Meter Synchron (Gold ) und Einzel (Bronze )
- Wang Feng
Herren, 3 Meter Synchron (Gold )
- Wang Xin
Damen, 10 Meter Synchron (Gold ) und Einzel (Bronze )
- Wu Minxia
Damen, 3 Meter Synchron (Gold ) und Einzel (Bronze )
- Zhou Lüxin
Herren, 10 Meter Einzel (Silber )